# Magna Carta

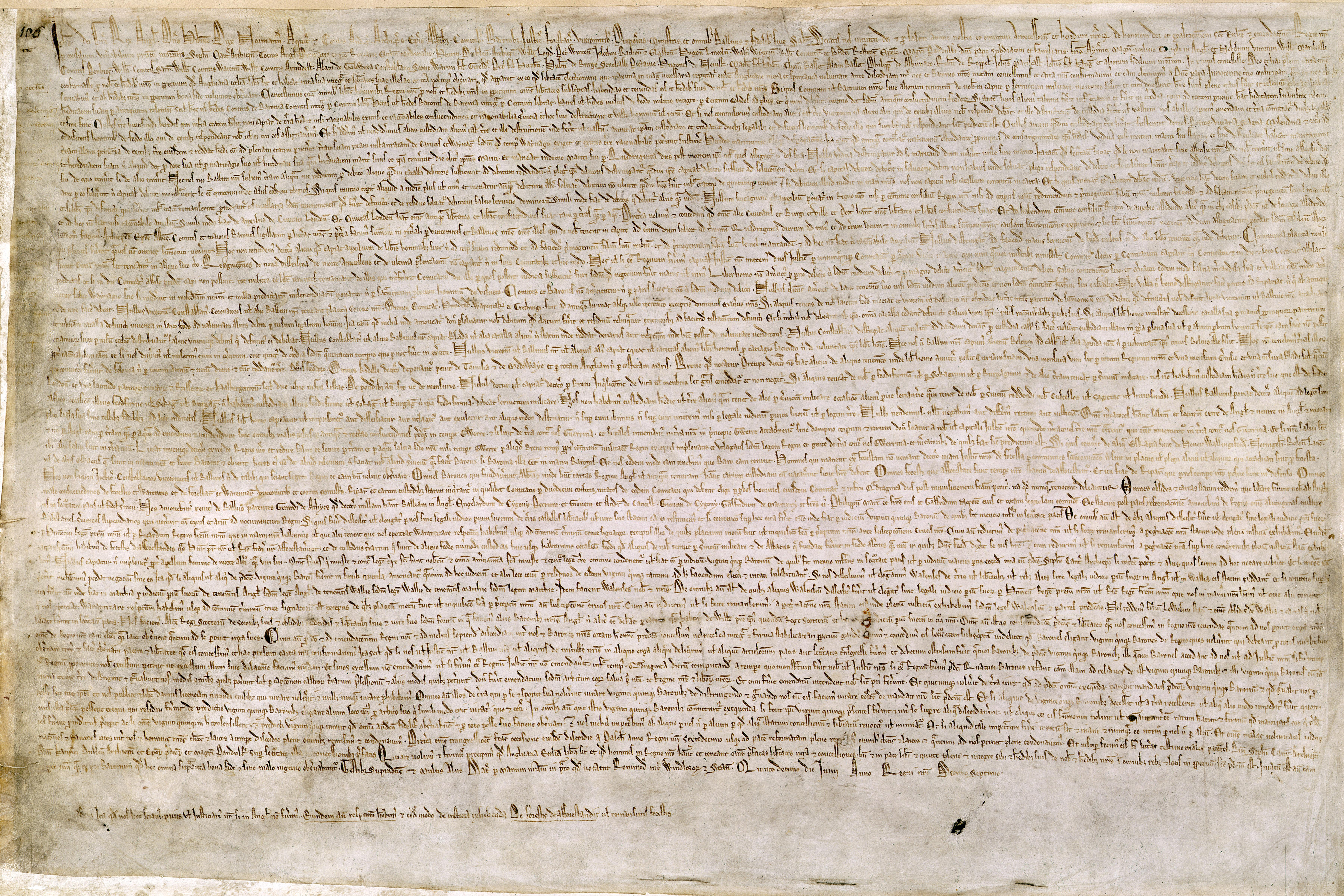
De Magna Carta van 1215

De Magna Carta Libertatum  (Grote Oorkonde van de Vrijheid) is de naam van een leenovereenkomst naar feodaal recht die de Engelse koning Jan zonder Land op 15 juni 1215 bezegelde, waarin regels zijn vastgelegd over zaken als vrijheden voor de kerk en de edelen, rechtspraak op basis van wetgeving en belastingheffing. De regels werden door zijn Engelse leenmannen  afgedwongen, enerzijds omdat ze gezamenlijk tegen de koning in opstand waren gekomen, anderzijds omdat de onderhandelingspositie van de koning in die periode niet sterk was. De edelen vonden dat de koning zijn machtspositie misbruikte, willekeurige beslissingen nam en hij betaalde z'n schulden aan hen niet terug. Ze wilden de absolute macht inperken door regels vast te leggen, een voor die tijd bijzondere opvatting, omdat de eigenaar van grond, of van de gebruiksrechten daarop, als enige zeggenschap had over dat grondgebied en de mensen die er leefden. De koning mocht dus geheel naar eigen goeddunken heersen.
De Magna Carta en de daarin vastgelegde regels zijn uniek, omdat voor het eerst de absolute macht van een koning gereguleerd wordt, de regels daarvoor gedetailleerd zijn vastgelegd en er een regeling is voor het geval de koning zich er niet aan houdt. Ook wordt het gewoonterecht in ere hersteld als basis voor rechtspreking. Regelmatig wordt dan ook gesteld dat het document de grondsteen van (Engelse) burgerlijke vrijheid, recht en democratie is en van het concept dat een constitutie de basis is voor het bestuur van een staat, niet de absolute macht van één persoon.

## Magna Carta en Jan zonder Land

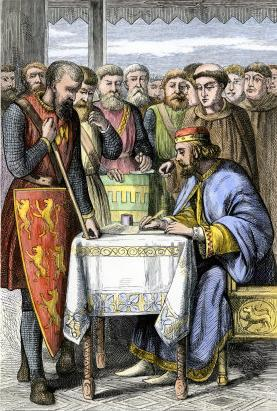
Houtsnede (19e eeuw) van de ondertekening door koning Jan

De Engelse koning Jan zonder Land kreeg onenigheid met de Rooms-Katholieke Kerk, omdat hij in 1207 de benoeming van Stephen Langton als aartsbisschop van Canterbury afwees. Paus Innocentius III deed koning Jan in 1209 in de ban. In januari 1213 werd hij door de kerk van de troon vervallen verklaard, een verklaring die formeel geen werking had omdat de autoriteit van de kerk alleen binnen de eigen organisatie gold, maar wel psychologische en diplomatieke werking had. In mei 1213 verklaarde Jan vazal van de kerk te zullen zijn en de militaire expedities van de kerk tegen mohammedanen en katharen, de zogenaamde kruistochten, te ondersteunen.
Koning Jan wekte ook wrevel op bij zijn leenmannen, de baronnen. Zij moesten zijn oorlogen op het Franse vasteland, over de gebieden waarover hij daar heerste, financieren en met militaire manschappen ondersteunen (Frans-Engelse Oorlog (1202-1214)). Na de verloren Slag bij Bouvines op 27 juni 1214 moest Jan een vredesverdrag met Frankrijk ondertekenen waarbij hij vrijwel alle gebieden in Frankrijk kwijtraakte. Door zijn onbetrouwbaarheid had Jan de loyaliteit van veel leenmannen verspeeld. Hoewel baron William de Braose niet populair was onder de andere baronnen, werd het onvoorspelbare geweld van Jan zonder Land jegens hem de directe aanleiding van de opstand van de baronnen. William de Braose was een vertrouweling van koning Jan geweest, maar om onbekende redenen raakten ze in onmin. William werd zijn landgoederen ontnomen en moest naar het buitenland vluchten. Eind 1214 organiseerden de ontevreden baronnen in het noorden en oosten van Engeland een opstand tegen de manier van regeren van koning Jan. Jan organiseerde daarop in januari 1215 een raad in Londen om mogelijke hervormingen te bespreken. Hij lijkt dit echter alleen gedaan te hebben om tijd te rekken zodat hij bericht kon sturen naar paus Innocentius III om zo zijn steun te krijgen. In april 1215 ontving Jan de steunbrieven van de paus. De opstandige baronnen hadden zich inmiddels georganiseerd, ze trokken hun feodale banden met Jan in en wezen Robert FitzWalter als hun militaire leider aan. Zij riepen zichzelf uit tot leger van God en marcheerden Londen binnen. Hierop zag Jan zich genoodzaakt aartsbisschop Langton te vragen vredesonderhandelingen te organiseren.
Koning Jan ontmoette de leiders van de opstandelingen in een weiland bij Runnymede, nabij Windsor op 15 juni 1215. De poging van Langton om te bemiddelen resulteerde in een ontwerp-overeenkomst wat later de Magna Carta genoemd zou worden. Na de ondertekening zouden de opstandelingen zich terugtrekken en Londen teruggeven aan Jan. De rivaliserende partijen ondertekenden de Magna Carta, maar koning Jan noch de baronnen hebben op enig moment serieus overwogen de oorkonde na te leven. De baronnen geloofden niet in de goede trouw van Jan. Ze vulden de raad van 25 baronnen met hun meest radicale leden, weigerden de troepen te demobiliseren en Londen over te geven zoals was afgesproken. Ondanks zijn belofte richtte koning Jan zich tot paus Innocentius III voor hulp. De paus volgde Jan en verklaarde dat de oorkonde “niet alleen beschamend en vernederend was, maar tevens onwettig en onrechtvaardig.” Hierop excommuniceerde hij de opstandige baronnen.
De opstandelingen zetten de eerste stap in de Eerste Baronnenoorlog (1215-1217) door inname van het strategisch gelegen Rochester Castle. De opstandige baronnen reageerden op de militaire operaties van koning Jan door de Franse kroonprins Lodewijk, de latere Lodewijk VIII, uit te nodigen de Engelse troon op te eisen. In november 1215 stuurde Lodewijk de opstandelingen een contingent ridders om te assisteren bij de verdediging van Londen. Hij was ook reeds akkoord gegaan met een invasie van Engeland. De plannen van Lodewijk vormden een probleem voor Jan, aangezien Lodewijk een marine en oorlogsmaterieel zou aanvoeren die essentieel zou zijn voor de opstandelingen. Lodewijk kon zonder weerstand naar Londen reizen en werd daar in juni 1216 met open armen ontvangen. Tegen de herfst hadden de opstandelingen Zuid-Oost-Engeland en delen van het noorden onder controle. Het overlijden van Jan zonder Land op 18 of 19 oktober 1216 zette de oorlog echter op zijn kop.

## Magna Carta en Hendrik III van Engeland
Op 28 oktober 1216 werd de negenjarige Hendrik, zoon van Jan zonder Land, gekroond tot koning Hendrik III. Op 12 november 1216 werd de Magna Carta opnieuw opgesteld in naam van Hendrik waarbij enkele clausules, waaronder clausule 61, werden weggelaten. De oorkonde werd ondertekend door Willem de Maarschalk, regent van de jonge koning. Het was door zijn loyaliteit dat Hendrik de kroon wist te behouden. Willem beloofde plechtig dat hij en de andere regenten zouden regeren overeenkomstig de Magna Carta. De opstandige baronnen en de jonge koning hadden dankzij de Magna Carta vrede kunnen sluiten. Er volgden nog versies van de Magna Carta in 1217.
Willem de Maarschalk wist langzaam de meeste baronnen te overtuigen de zijde van koning Hendrik te verkiezen en Lodewijk aan te vallen. Lodewijk en Hendrik vochten nog ruim een jaar over de Engelse kroon. Na anderhalf jaar oorlog liepen de meeste opstandige baronnen over naar Hendrik III en zag Lodewijk zich gedwongen zijn vordering op de Engelse troon op te geven en op 11 september 1217 het verdrag van Lambeth te ondertekenen. Lodewijk keerde terug naar Frankrijk en Engeland was wederom verenigd.
In 1225 kwam de definitieve formulering van de Magna Carta tot stand toen Hendrik III de steun van zijn baronnen nodig had voor zijn oorlogen op het vasteland. In ruil voor deze steun eisten zij een herziening en nieuwe ondertekening van de Magna Carta. Dit maal verklaarde Hendrik III dat hij de oorkonde “spontaan en uit vrije wil” had opgesteld en ondertekend, waarmee de laatste versie van de Magna Carta meer rechtskracht kreeg. Gedurende de latere middeleeuwen nam de macht van de kroon aanhoudend toe en werd de Magna Carta niet erg belangrijk geacht.

## De 63 bepalingen van 1215
Aartsbisschop van Canterbury Stephen Langton herinnerde de baronnen er in 1213 aan dat er een Charter of Liberties uit 1100 bestond waarin koning Hendrik I van Engeland burgerlijke vrijheden verleende aan de Engelse adel. Het grootste gedeelte van de Magna Carta van 15 juni 1215 was praktisch woord voor woord overgenomen uit het Charter of Liberties. De Magna Carta was het resultaat van veel onderhandelingen tussen de koning en zijn leenmannen. De tekst laat duidelijk zien dat er haast was bij het opstellen.
- §1: De Engelse kerk zal vrij zijn. De koning zal zich niet bemoeien met de verkiezingen van haar functionarissen.
- §12: Geen belasting mag geheven worden in het koninkrijk zonder zijn algemene instemming. De koning mocht geen belasting meer heffen op zijn eigen initiatief.
- §13: Londen en andere steden zullen hun oude vrijheden en vrije invoerrechten genieten.
- §14: Om belastingen op te leggen werden de bisschoppen, graven en grotere baronnen opgeroepen, ze besluiten eensgezind.
- §21: Graven en baronnen zullen beboet worden door hun gelijken.
- §39: Geen vrij man zal gearresteerd en gevangen gezet worden, of zijn recht en bezit afgenomen worden, buitenwettelijk worden verklaard of verbannen, of zijn sociale status ontnomen worden op welke manier dan ook, er zal niet met geweld opgetreden worden tegen hem, behalve op basis van een rechterlijk oordeel of de wetgeving van het land.
- §40: Recht of gerechtigheid zullen we aan niemand verkopen, niemand zal het ontzegd of uitgesteld worden.
- §41: Alle handelaren mogen Engeland binnen komen of verlaten zonder kwaad te worden gedaan en mogen er vrij reizen voor handelsdoeleinden, behalve als ze afkomstig zijn van een land waarmee we in oorlog zijn.
- §61: De baronnen zullen 25 leden verkiezen om de vrede en de vrijheden, verleend door deze oorkonde, na te leven. Een inbreuk zal worden voorgelegd aan de 25 baronnen, die beslag mogen leggen op alle eigendommen van de koning maar hem, z'n vrouw en kinderen moeten sparen. Het oordeel van de aanwezige meerderheid zal dezelfde geldigheid hebben als een unaniem oordeel van alle 25 baronnen.
- §63: Gegeven door de hand van de koning op 15 juni 1215

## Exemplaren
Van de oorspronkelijke versie uit 1215 zijn vier exemplaren bewaard gebleven. Er bevindt zich een exemplaar in Lincoln Castle en een in de kathedraal van Salisbury; twee exemplaren zijn te zien in de British Library. De Magna Carta werd in 1216 en 1217 opnieuw, in aangepaste vorm, uitgevaardigd. In 1225 kwam de definitieve formulering tot stand. Exemplaren van de latere versies worden onder andere bewaard in de kathedraal van Durham.
In december 2007 werd bij Sotheby's in New York een exemplaar geveild uit 1297 voor 21,3 miljoen dollar, een van de slechts twee exemplaren die zich volgens het veilinghuis buiten Groot-Brittannië bevinden. Het behoorde toe aan de The Perot Foundation, een door de voormalige Amerikaanse presidentskandidaat en Texaanse miljardair Ross Perot opgerichte instelling die projecten voor goede doelen ondersteunt. De instelling verwierf het document in 1984 voor 1,5 miljoen dollar van een Britse familie. De Perot Stichting leende het uit aan de Amerikaanse National Archives and Records Administration waar het op enkele passen van de Amerikaanse Onafhankelijkheidsverklaring lag. De nieuwe eigenaar is de miljardair David Rubenstein van The Carlyle Group, die het exemplaar onderbracht bij de National Archives and Records Administration. Het andere exemplaar dat zich buiten Groot-Brittannië bevindt, dateert eveneens van 1297 en is in het bezit van de Australische overheid.

## Navolging
Met de Magna Carta werden de omstandigheden gecreëerd die uiteindelijk in 1688 tot de invoering van de op democratische beginselen gebaseerde Britse constitutionele monarchie voerden. In andere delen van Europa is een vergelijkbare ontwikkeling op te merken. Zo bedongen bijvoorbeeld in het hertogdom Brabant vertegenwoordigers van de steden Brussel, Antwerpen, ‘s-Hertogenbosch, Tienen en Zoutleeuw in 1312 het Charter van Kortenberg en in 1356 het charter van de Blijde Inkomst in Leuven. in 1477 sloten de Staten-Generaal van de Bourgondische Nederlanden een overeenkomst met Maria van Bourgondië; het Groot Privilege. In veel delen van Europa zijn dergelijke handvesten echter later onder het groeiende absolutisme van de vorsten ten onder gegaan. De Nederlandse Opstand die begon in 1568 en de ontwikkeling in Engeland, culminerend in de Glorious Revolution van 1688 zijn daar belangrijke uitzonderingen op.

## Invloed
De Magna Carta is een van de beroemdste documenten uit de Engelse geschiedenis en is een algemeen symbool geworden voor mensenrechten, democratie, rechtspraak op basis van wetgeving en vrijheid van meningsuiting, veel meer dan er feitelijk in is geregeld.  Oud rechter van het Hooggerechtshof Bul Bingham vatte het als volgt samen:
The significance of Magna Carta lay not only in what it actually said but, perhaps to an even greater extent, in what later generations claimed and believed it had said. Sometimes the myth is more important than the actuality
Het is in die zin een aanjager geweest voor de grondwet van de Verenigde Staten in 1789. Het Hooggerechtshof van het Verenigd Koninkrijk noemde het in een oordeel uit 2015 een grondwettelijk instrument dat niet opzij kon worden geschoven door Europees Recht.
De UNESCO heeft de Magna Carta in 2009 opgenomen op de Werelderfgoedlijst voor documenten, omdat het een mijlpaal is van vrijheid en democratie met een wereldwijde invloed.
De Magna Carta maakt nog steeds deel uit van de Engelse wetgeving. Echter zijn nagenoeg alle regelingen herroepen, behalve de introductie, welke in het overeenkomstenrecht de status heeft van een leidraad voor de uitleg bij conflicten. Als regelgeving heeft het geen praktische betekenis meer, het wordt alleen gehandhaafd omdat het zo'n belangrijk historisch document is.